# 康惠皇后
康惠皇后姜氏（？—？），武周睿祖妻。
她事跡不詳，只知她嫁與武周睿祖。天授元年（690年），武則天即皇帝位，改元天授，为姜氏就上諡號康惠皇后，陵曰喬陵。